# Коллективный блог
Коллекти́вный или социа́льный блог — разновидность блогов, ведётся группой лиц, использующих разные учётные записи, по правилам, определяемым владельцем или модератором.
Этот тип блогов часто используется для ведения корпоративного блога, когда множество сотрудников ведут один блог компании. Иногда также компания создаёт собственную блог-платформу, где каждый из сотрудников может вести личный блог, а затем записи собираются в общую ленту «корпоративного блога».

## Примеры русскоязычных коллективных блогов
- Живой Журнал
- Упячка
- ЯПлакалъ
- LiveInternet
- Хабр
- Dirty.ru